# 武義德
武義德（鄒語名： Tibusungu' Muknana，1921年—2013年8月25日）。

## 生平

### 早年生活
武義德的家族是muknana（武氏）氏族，其源頭則為yasiungu（安氏）氏族；muknana氏族最早在yasiungu中被稱作mxhngana，並於後來改稱mxknana獨立於yasiungu氏族之外。
1921年前後，武義德出生於樂野部落sngxsngxyo。幼年時，武義德因當局政策曾隨家人離開家族，遷居山中武氏家族早期居住地。後來，武義德在樂野接受小學教育，成為當地最早接受義務教育的學生之一；當時，為武義德等授課的教師為鄒族人mo'e yasiungu（該人同時也擔任警察），其授課內容主要為「國語教育」，另外還有工具製作及苗圃種植。週末時，武義德則會跟隨父母到山上工作。此外，武義德的母親從他幼年時就經常帶他去看巫師。
青年時期，武義德的長輩已不再鼓勵他參加傳統祭典，而是希望他前往神社參拜。稍後，太平洋戰爭爆發，武義德因日語及體能符合徵召標準，被編入高砂義勇隊，並二度被派往菲律賓戰場背負物資，又在終戰前被派至枋寮擔任士兵防止美軍登陸。事後，武義德曾向日本政府要求發予補償金，但皆遭拒絕。

### 二二八事件及白色恐怖
國民政府接收臺灣後，武義德被當局任命為樂野村村長。
二二八事件發生時，武義德跟從部分族人前往蘭潭彈藥庫發動攻擊並佔領當地，又於隨後將駐守軍隊擊退至機場；在稍後撤退時，政府軍曾一度緊追在後。隨後，武義德等撤退者乘坐搬運木材用板車返回山上並藏匿於其中。
1954年，武義德與高一生及湯守仁等一同捲入白色恐怖事件，並被判處無期徒刑；隨後，他被關入綠島監獄，並在稍後與陳映真成為獄友。
1975年，蔣中正逝世，蔣經國繼任總統，武義德也因此獲特赦出獄。出獄後，武義德起初仍被嚴密監視，但稍後便逐漸恢復自由及與親友間的往來。此外，他也在稍後開始參加戰祭。

### 晚年生活
2013年8月25日，武義德因骨癌病逝。隨後，台灣基督長老教會鄒族區會樂野教會為他舉辦告別禮拜，台灣地區政治受難人互助會也有多名成員前往致意。

## 外部鏈結
- 鄒族＿武義德| 台灣原住民族歷史記憶與耆老訪談 （页面存档备份，存于）